# Тиери Мариен
Тиери Мариен е белгийски баскетболист. Той е роден 2 октомври 1992 г. Той се състезава на летните олимпийски игри през 2020 г. Отборът му зае четвърто място.